# UFC 162

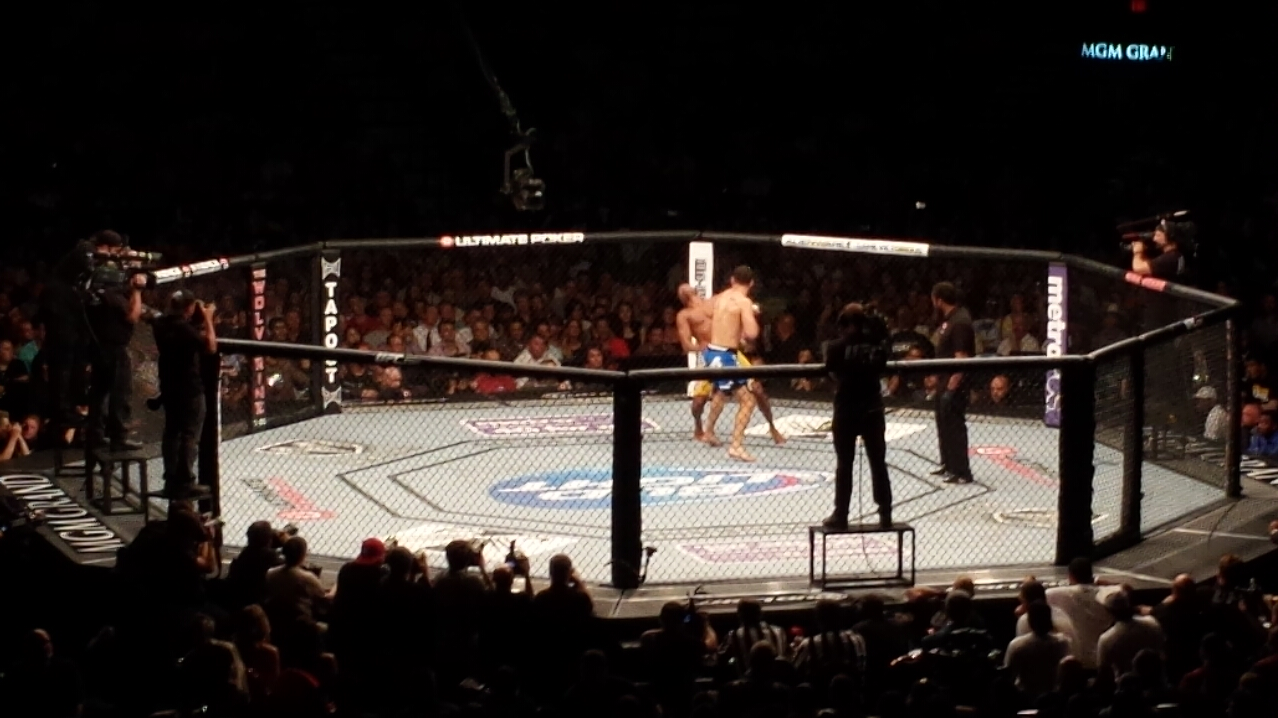
アンデウソン・シウバをKOするワイドマン

UFC 162: Silva vs. Weidman（ユーエフシー・ワンシックスティツー：シウバ・バーサス・ワイドマン）は、アメリカ合衆国の総合格闘技団体「UFC」の大会の一つ。2013年7月6日、ネバダ州ラスベガスのMGMグランド・ガーデン・アリーナで開催された。

## 大会概要
本大会ではアンデウソン・シウバとクリス・ワイドマンによるUFC世界ミドル級タイトルマッチが組まれた。

### カード変更
負傷などによるカードの変更は以下の通り。
- ジョン・マクデッシ → ハファエロ・オリヴェイラ（第3試合）

- シェイン・デル・ロザリオ → ガブリエル・ゴンザーガ（第4試合）

- チアゴ・シウバ vs. ハファエル・カバウカンチ → UFC on Fuel TV 10に移動

- リカルド・ラマス vs. ジョン・チャンソン → チャンソンの移動により中止

## 試合結果

### アーリープレリム
第1試合 ウェルター級ワンマッチ 5分3R
○  マイク・ピアース vs.  デビッド・ミッチェル ×
2R 2:55 TKO（左フック→パウンド）
第2試合 ウェルター級ワンマッチ 5分3R
○  ブライアン・メランコン vs.  セス・バジンスキー ×
1R 4:59 KO（パウンド）

### プレリミナリーカード
第3試合 ライト級ワンマッチ 5分3R
○  エジソン・バルボーザ vs.  ハファエロ・オリヴェイラ ×
2R 1:44 TKO（右ローキック）
第4試合 ヘビー級ワンマッチ 5分3R
○  ガブリエル・ゴンザーガ vs.  デイブ・ハーマン ×
1R 0:17 KO（右フック→パウンド）
第5試合 ライト級ワンマッチ 5分3R
○  ノーマン・パーク vs.  徳留一樹 ×
3R終了 判定3-0（30-27、30-27、29-28）
第6試合 ミドル級ワンマッチ 5分3R
○  アンドリュー・クレイグ vs.  クリス・リーベン ×
3R終了 判定2-1（29-28、28-29、30-27）

### メインカード
第7試合 フェザー級ワンマッチ 5分3R
○  カブ・スワンソン vs.  デニス・シヴァー ×
3R 2:24 TKO（右フック→パウンド）
第8試合 ミドル級ワンマッチ 5分3R
○  マーク・ムニョス vs.  ティム・ボッシュ ×
3R終了 判定3-0（30-26、30-27、29-28）
第9試合 ミドル級ワンマッチ 5分3R
○  ティム・ケネディ vs.  ホジャー・グレイシー ×
3R終了 判定3-0（30-27、30-27、29-28）
第10試合 フェザー級ワンマッチ 5分3R
○  フランク・エドガー vs.  チャールズ・オリベイラ ×
3R終了 判定3-0（30-27、29-28、30-27）
第11試合 UFC世界ミドル級タイトルマッチ 5分5R
○  クリス・ワイドマン vs.  アンデウソン・シウバ ×
2R 1:18 KO（左フック→パウンド）
※ワイドマンが王座獲得に成功。

### 各賞
ファイト・オブ・ザ・ナイト： フランク・エドガー vs. チャールズ・オリベイラ
ノックアウト・オブ・ザ・ナイト： クリス・ワイドマン
サブミッション・オブ・ザ・ナイト： 該当者なし
各選手にはボーナスとして5万ドルが支給された。